# Salmán Faradž
Salmán Mohammed Faradž (arabsky سلمان الفرج‎, * 1. srpna 1989 Medína) je saúdskoarabský fotbalový záložník a reprezentant, který momentálně působí v saúdskoarabském klubu Al-Hilal.

## Reprezentační kariéra

### Reprezentační zápasy a góly
Zápasy Salmána Faradže v A-mužstvu saúdskoarabské reprezentace
| 2012                | 2  | 0 |
| 2013                | 3  | 0 |
| 2014                | 7  | 0 |
| 2015                | 10 | 1 |
| 2016                | 8  | 0 |
| 2017                | 8  | 1 |
| 2018                | 11 | 2 |
| 2019                | 7  | 2 |
| Celkem              | 56 | 6 |
| Platí k 19. 1. 2020 |    |   |

Góly Salmána Faradže v A-mužstvu saúdskoarabské reprezentace
| 010                 | 3. 9. 2015   | King Abdullah Sports City, Džidda, Saúdská Arábie | Východní Timor | 04:000 | 7:0 | kvalifikace na MS 2018 |
| 020                 | 7. 10. 2017  | King Abdullah Sports City, Džidda, Saúdská Arábie | Jamajka        | 03:100 | 5:2 | přátelské utkání       |
| 030                 | 9. 5. 2018   | Estadio Ramón de Carranza, Cádiz, Španělsko       | Alžírsko       | 01:000 | 2:0 | přátelské utkání       |
| 040                 | 25. 6. 2018  | Volgograd Arena, Volgograd, Rusko                 | Egypt          | 01:100 | 2:1 | MS 2018                |
| 050                 | 14. 11. 2019 | Pakhtakor Central Stadium, Taškent, Uzbekistán    | Uzbekistán     | 01:100 | 3:2 | kvalifikace na MS 2022 |
| 060                 | 14. 11. 2019 | Pakhtakor Central Stadium, Taškent, Uzbekistán    | Uzbekistán     | 02:200 | 3:2 | kvalifikace na MS 2022 |
| Platí k 19. 1. 2020 |              |                                                   |                |        |     |                        |